# Чорохский вилайет
Чорохский вилайет (тур. Çoruh vilayeti) — административное деление Турции в период между 1933 по 1956 года. Был создан на территории восточной части Черноморского региона Турции и получил свое название от реки Чорох. Его территория формировалась из объединения двух других вилаятов — Ризе и Артвина. В 1956 году название вилаята было изменено на Артвин. 
В момент учреждения в 1933 году, состав Чорохский вилайет включал шесть округов: Ризе, Артвин, Борчка, Хопа, Пазар и Шавшат. Административным центром вилаята был город Ризе, в котором проживало 14 717 человек. В то время в Артвине, небольшом городе, проживало 3 512 человек, в Борчке — 614 человек, в Хопе — 2 884 человека, в Пазаре — 1 849 человек, и в Шавшате — 669 человек. Население городских территорий составляло 24 245 человек, сельских — 247 655 человек, и общее население — 271 900 человек.
В 1936 году округи Ризе и Пазар были отделены от Чорохского вилайета, и воссоздан вилаят Ризе. В результате границы  Чорохского вилайета были уменьшены. Вместе с тем, округ Юсуфели, ранее относящийся к вилаяту Эрзурум, был прикреплен к Чорохский вилайет. К 1940 году, состав вилаята включал Артвин, Борчка, Хопа, Шавшат и Юсуфели. Город Артвин стал административным центром вилаята с численностью населения 2 901 человек. Артвин также был крупнейшим городским населенным пунктом вилаята. В это время проживало 687 человек в Борчке, 1 993 человека в Хопе, 309 человек в Шавшате и 329 человек в Юсуфели. В этот период городское население вилаята составляло 6 219 человек, сельское — 143 238 человек, и общее население — 153 273 человек.
Впоследствии в 1950 году количество происшествий в Чорохский вилайет увеличилось. В 1955 году вилаят состоял из семи округов. Однако, округ Фындыклы был прикреплен к вилаюту Ризе, а Архави, где произошло происшествие, был прикреплен к  Чорохский вилайет. В следующем году законом № 6668 название вилаята было изменено на Артвин.